# Барикан (Альборз)
Барика́н (перс. باریکان‎) — село на севере Ирана, в остане Альборз. Входит в состав шахрестана Талекан. Является частью дехестана (сельского округа) Миан-Талекан бахша Меркези.

## География
Село находится в северо-западной части Альборза, в горной местности южного Эльбурса, на расстоянии приблизительно 34 километров к северо-северо-западу (NNW) от Кереджа, административного центра провинции. Абсолютная высота — 1886 метров над уровнем моря.

## Население
По данным переписи 2006 года население села составляло 306 человек (165 мужчин и 141 женщина). В Барикане насчитывалось 95 семей. Уровень грамотности населения составлял 91,83 %. Уровень грамотности среди мужчин составлял 93,33 %, среди женщин — 90,07 %.